# Gale Wilhelm
Gale Wilhelm (Eugene, 26 de abril de 1908-Berkeley, 11 de julio de 1991) fue una escritora estadounidense muy conocida por dos libros que presentaban temas lésbicos, escritos en la década de 1930: We Too Are Drifting y Torchlight to Valhalla.

## Trayectoria
Nació el 26 de abril de 1908, en Oregón, hija de Ethel Gale Brewer y Wilson Price Wilhelm. Era la menor de cinco hijos. A los diez años, se mudó a Boise, Idaho, con su madre y sus hermanos, sin que su padre, estuviera con ellos, en ese momento. En 1921, la hermana de Gale más cercana a ella en edad, Louise, murió. Esta muerte pudo haber sido lo que motivó el regreso de Gale a Oregón en 1923. Gale cursó la escuela secundaria y superó al menos el noveno grado en Medford High School en Medford, Oregón. En 1930, se había mudado con su familia a California. Pero ya en 1929, aparece viviendo en Berkeley, CA, con su hermana, Nina Clark, en la casa de ésta, junto con el esposo de Nina y sus tres hijos.

### Evolución literaria
Wilhelm publicó varios cuentos en 1934 y 1935, apareciendo por primera vez en la revista Literary America. Su primera novela, We Too Are Drifting, fue publicada en 1935 por Random House, con muchas críticas favorables. Después de la publicación, trabajó como editora asociada de Literary America y vivió en Nueva York durante un año. Luego regresó al Área de la Bahía de San Francisco. En 1938, Random House publicó Torchlight to Valhalla, la segunda novela de temática lésbica de Wilhelm en la que la protagonista es perseguida por un chico guapo y encantador, pero ella se da cuenta de que su verdadera felicidad está con otra mujer.
Escribió tres novelas más, Bring Home the Bride en 1940, The Time Between en 1942 y Never Let Me Go en 1945, todas con temas heterosexuales. Never Let Me Go incluyó elogios del poeta Carl Sandburg, amigo de Wilhelm, en la sobrecubierta del libro. También publicó historias en revistas como Colliers y Yale Review a principios de la década de 1940, pero no publicó nada nuevo después de 1943. Sin embargo, los dos libros de temática lésbica de Wilhelm se reimprimieron muchas veces en las décadas de 1940, 1950 y 1960. Torchlight to Valhalla recibió un nuevo nombre, The Strange Path, con una portada bastante lujuriosa en 1953. En 1975, Torchlight to Valhalla fue reimpreso por Arno Press en la edición para biblioteca de Homosexuality: Lesbians and Gay Men in Society, History and Literature.
Wilhelm fue elogiada por imitar la prosa de Ernest Hemingway. También por su logro en We Too Are Drifting de alejar la narrativa lésbica de la raíz de la homosexualidad y en su lugar, crear un discurso sobre la dinámica sexual y de género en las relaciones lésbicas. Sobre este aspecto, apenas se había escrito en ese momento.

## Vida personal
Wilhelm vivió con Helen Hope Rudolph Page en Oakdale, California desde 1938 hasta la muerte de Helen en 1948. Cuando comenzaron a vivir juntas, vivían con la madre de Helen. Wilhelm estaba inscrita en el censo de 1940 como una "amiga" del hogar. Tras la muerte de Helen, Wilhelm regresó de nuevo al Área de la Bahía de San Francisco, en Berkeley. Abandonó la escritura y las publicaciones coincidiendo con la muerte de su padre en 1941 y, sobre todo, con la muerte de Helen a fines de la década de 1940.
La escritora y editora estadounidense Barbara Grier pasó varios años intentando localizar a Wilhem. La edición de Naiad Press, una de las primeras empresas editoriales dedicadas a la literatura lésbica y feminista, de 1984 de We Too Are Drifting incluía un prólogo de Grier que describía la vida de Wilhelm y pedía ayuda a cualquiera que tuviera información sobre su paradero. Grier especuló que Wilhelm dejó de escribir antes de cumplir los 40 años porque "el mundo no le permitía escribir los libros que ella quería". En 1985, Grier recibió una nota anónima que la situaba viviendo en Berkeley. Encontró a Wilhelm anciana y enferma, pero encantada de que sus libros todavía se leyeran y disfrutaran. Cuando Naiad Press reimprimió Torchlight to Valhalla en 1985, contenía un prólogo de la propia Wilhelm, con un boceto autobiográfico.
Wilhelm convivió con su nueva pareja, Kathleen Huebner, desde 1953 hasta su muerte a causa de cáncer en 1991.

## Reconocimientos
En 1943, Wilhelm recibió el nombramiento como integrante honorífica en la Sociedad Internacional Mark Twain por su "contribución sobresaliente en el campo de la ficción".

## Obra
- We Too Are Drifting, 1934
- No Letters for the Dead, 1936
- Torchlight to Valhalla, 1938 (also published in the 1950s as The Strange Path)
- Bring Home the Bride, 1940
- The Time Between, 1942
- Never Let Me Go, 1945